# Timothy Good
Timothy Good (Londra, 28 luglio 1942) è un ufologo e violinista inglese.

## Biografia
Nato a Londra nel 1942, ha studiato presso l'anglicana King's School di Canterbury prima di diplomarsi come violinista alla Royal Academy of Music.
Dal 1963 suona professionalmente il violino nella Royal Philharmonic Orchestra, poi per quattordici anni alla London Symphony Orchestra e per diverse orchestre britanniche. Good ha anche collaborato alle musiche di serial televisivi, film, pubblicità, oltre ad aver partecipato alla registrazione di album di Phil Collins, Depeche Mode, George Harrison, Elton John, Paul McCartney, Rod Stewart e U2.
Good ha cominciato a interessarsi all'ufologia nel 1955 per iniziare poi a condurre direttamente ricerche nel campo dagli anni 60. Con la fine della Guerra Fredda e il collasso dell'impero sovietico, Good è stato il primo ufologo occidentale a essere intervistato dalla televisione russa. Good è stato anche invitato nel 1998 dal Pentagono e nel 2002 dall'aviazione militare francese a discutere di UFO e altri temi correlati. Good ha esposto le sue teorie in programmi televisivi come la BBC e su alcuni quotidiani, affermando che ci sono della basi aliene sulla Terra.
Alcuni dei suoi libri sono stati tradotti in rumeno, giapponese, polacco, tedesco, olandese e italiano. Sul mercato italiano la maggior parte dei libri tradotti sono stati pubblicati dalla casa editrice Corbaccio.

## Opere
- George Adamski, The Untold Story (con Lou Zinsstag), CETI Publications, 1983.
- Above Top Secret. The Worldwide UFO Cover-up, Quill, 1987 (tradotto anche in tedesco e rumeno).
- Alien Liaison. The Ultimate Secret, Arrow Books Ltd., 1991 (tradotto in italiano[8]).
- Beyond Top Secret. The Worldwide UFO Security Threat, Pan Books, 1996.
- Alien Base: Earth's Encounters with Extraterrestrials, Arrow Books Ltd., 1998 (tradotto in italiano e polacco).
- Unearthly Disclosure. Conflicting Interests in the Control of Extraterrestrial Intelligence, 2000.
- Need to Know. The Military and Intelligence Reports That Prove UFOs Exist, 2006; pubblicato anche con il titolo Need to Know: UFOs, the Military and Intelligence, 2006.
- Unearthly Disclosure, Random House, 2011.